# Crwth

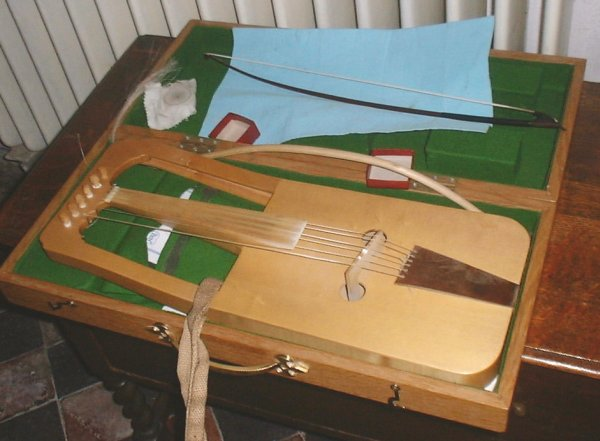
Crwth modern amb el seu arc i el seu estoig

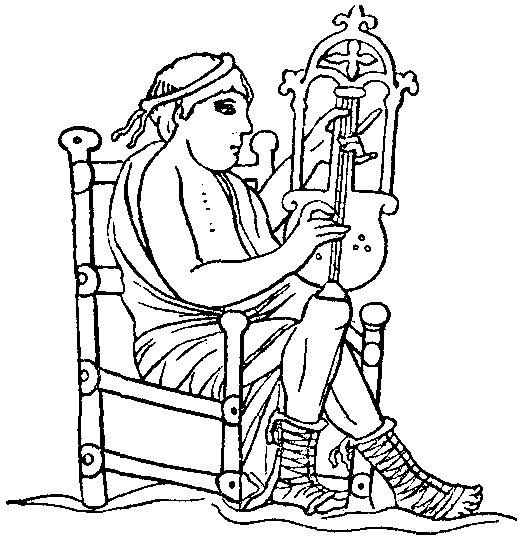
Representació d'un crwth extreta de la Bíblia de Carles el Calb

El crwth és un instrument de corda fregada amb un arc que s'associa de manera molt particular a la música del País de Gal·les, tot i que en alguns moments va conèixer una àmplia difusió per Europa. En la classificació de Hornbostel-Sachs pertany a la família de les lires de caixa, i li correspon la numeració de classificació 321.22.

## Nomenclatura
Crwth és, en el seu origen, un mot gal·lès (pronunciat /ˈkrʊθ/). En llatí medieval era conegut com a chorus (de fet no era l'únic instrument conegut amb aquest nom) o crotta. El mot igualment gal·lès crythor designa a l'instrumentista que toca el crwth. El mot en irlandès que el designa és cruit, tot i que aquest nom també en algunes ocasions es refereix a algun tipus d'arpa.
Una certa varietat d'instruments designats així sembla que van ser emprats al País de Gal·les des dels temps de l'Imperi Romà. De forma continuada, hi ha testimonis clars de l'ús del mot per referir-se a instruments de la família de la lira (o potser de la família de la lira bizantina) d'ençà del segle xi. Igualment, des del segle xi, apareixen representacions d'instruments que, d'alguna manera o altra, s'assemblen al crwth en pintures provinents de diferents llocs (començant per les de l'Europa Continental), és a dir, des de poc després que la tècnica de l'arc fos coneguda a Occident. Durant molt de temps, al País de Gal·les el crwth va tenir una posició subordinada a l'arpa que era al capdamunt de la jerarquia instrumental i musical.
El mot gal·lès, que deriva del mot proto-celta, *krotto- que significa "objecte rodó", es refereix a algun tipus de protuberància, a una aparença com d'embaràs i s'especula que podria haver estat emprat per designar aquest instrument per la seva forma tan voluminosa. Altres mots celtes per designar el violí també contenen referències a la seva aparença arrodonida. També, en definitiva, es podria referir, al fet de ser buit per dins. En gaèlic, el mot "cruit", per exemple, tant pot referir-se al violí com a l'arpa, al mateix temps que tant pot designar "gepa" (altra vegada la referència a una protuberància) com "pressentiment".
A partir d'aquí, l'article es refereix a l'instrument modern, el que es pot veure en les imatges que s'acompanyen.

## Descripció física i tècnica interpretativa
L'instrument consisteix en una caixa de construcció força simple, amb un batedor sense trasts i sis cordes de tripa afinades, sol2-sol3-do4-do3-re3-re4. El primer testimoni d'aquesta afinació (Edward Jones, Musical and Poetical Relicks of the Welsh Bards; London: 1784) del qual la majoria de tractats posteriors semblen partir utilitza unes assignacions d'altura arbitràries amb propòsits il·lustratius. El mateix autor explica que el procés d'afinació començava tensant la corda aguda tant com fos possible, sense trencar-la, i després afinant les altres en funció dels intervals (octaves, quartes i quintes), de manera que no hi devia haver una afinació absoluta consensuada. De fet, aquesta no era pas una pràctica excepcional abans que s'adoptés una altura estandarditzada, i també apareix en altres manuals d'ús d'altres instruments de corda. Tot i que el tractat de Jones va tenir una gran difusió, sembla clar que, tal com succeeix amb molts instrument tradicionals, es va emprar una gran diversitat d'afinacions. Una altra afinació, aportada per William Bingley (A Tour Round North Wales; London: 1800) dona els bordons afinats per octaves i les cordes que passen per sobre el batedor afinades per quintes i no pas per segones. Sembla que aquesta afinació era més pràctica per a la realització tant d'acords com de melodies.
Tradicionalment, la caixa de ressonància i l'estructura en forma d'U als costats del batedor eren esculpits en un mateix bloc de fusta d'auró mentre que la tapa harmònica era de fusta de pi o d'avet o d'alguna altra fusta tova, i el pont es feia amb fusta de cirerer o d'algun altre fruiter. Els forats de ressonància són circulars i tenen uns tres centímetres de diàmetre o una mica més. Les cordes afinades en sol corren paral·leles al batedor però no passen per sobre d'ell de manera que eren usades com a bordons i possiblement polsades amb el polze de la mà esquerra. Les altres cordes, anaven fixades al cordal per una banda i després de la celleta travessaven l'instrument i es fixaven a cada una de les clavilles per darrere del claviller. L'arc era de pèls de cua de cavall, com en la majoria d'instruments de corda fregada. Una altra característica del crwth és que una de les potes del pont passa a través de la caixa de ressonància a través d'un dels forats de ressonància i recolza sobre el fons de la caixa, tal com succeeix, també en alguns instruments de la família de la lira bizantina, desenvolupats també a partir d'un període històric molt proper. Tot i que s'ha conjecturat que fos una primera temptativa de dotar l'instrument d'ànima, atès que no en té, també podria ser per a repartir la tensió de les cordes entre totes dues tapes, la superior i la inferior; de fet, està feta amb una fusta força més tova que la de l'ànima dels violins.
El crwth es podia tocar repenjat a l'espatlla com el violí, o bé entre els genolls, com el violoncel, a la falda ja fos sostenint-lo en posició vertical o lleugerament inclinat cap a l'esquerra de l'intèrpret, o posat contra el pit i subjectat amb una corretja tal com es pot apreciar a la fotografia. Quan es toca repenjat a l'espatlla es fa difícil tocar els bordons amb el polze esquerre. Especialment la forma i posició del pont suggereix que la posició sobre la falda i una mica inclinat cap a l'esquerra devia ser la posició més còmoda i la més habitual. Això hauria permès de passar fàcilment l'arc de manera que es produís un angle agut entre les cordes i l'arc, la qual cosa dona un timbre aspre que sembla que hauria estat especialment apreciat. Però atès que el crwth com a instrument de la música culta va morir i sols ha perviscut com a instrument de la música tradicional més aviat cal pensar que si mai hi va haver una forma de tocar-lo que pugui ser considerada la correcta o l'estàndard, probablement no la coneguem mai.
El timbre del crwth pot semblar rude i la seva potència pobra, comparats amb el del violí; a més només es pot tocar amb facilitat en primera posició. Per contra, pot donar un so delicat que combina bé amb el de l'arpa i amb el del pibgorn. La recerca portada a terme en els darrers 40 anys permet entendre que hauria estat un instrument molt més versàtil del que en una època es va creure, i que –històricament- representa el punt final d'una evolució concreta d'una família d'instruments de corda.

## El crwth avui
S'ha fet un nombre important de reconstruccions modernes de crwths i hi ha nombrosos intèrprets e música tradicional que el toquen. Així i tot, el repertori de melodies originals per a crwth que es conserven és molt petit. Però moltes altres melodies tradicionals li han estat adaptades; a més, també se n'escriuren de noves. També és emprat per alguns grups de música antiga. El primer CD de música per a crwth va ser editat l'any 2004 i es titula Crwth Arxivat 2012-02-25 a Wayback Machine.